# 全国スポーツ・レクリエーション祭
全国スポーツ・レクリエーション祭（ぜんこくスポーツレクリエーションさい）は、1988年から2011年まで開催されていた日本のレクリエーションの祭典である。全国スポレク祭と略された。

## 概要
この祭典は、文部科学省、日本体育協会（現・日本スポーツ協会）、日本レクリエーション協会、全国体育指導委員連合と開催都道府県の共催で開催されていた。
勝負をつけず、いつでも気軽に、スポーツ・レクリエーション活動を楽しみ、交流を深めようと、昭和63年に第1回大会が山梨県で開催された。以来、各都道府県持ち回りで開催されていた。

## 開催地
| 回 | 年     | 開催地   |
| -- | ------ | -------- |
| 1  | 1988年 | 山梨県   |
| 2  | 1989年 | 愛媛県   |
| 3  | 1990年 | 和歌山県 |
| 4  | 1991年 | 熊本県   |
| 5  | 1992年 | 島根県   |
| 6  | 1993年 | 千葉県   |
| 7  | 1994年 | 北九州市 |
| 8  | 1995年 | 奈良県   |
| 9  | 1996年 | 群馬県   |
| 10 | 1997年 | 沖縄県   |
| 11 | 1998年 | 岐阜県   |
| 12 | 1999年 | 山形県   |
| 13 | 2000年 | 石川県   |
| 14 | 2001年 | 三重県   |
| 15 | 2002年 | 広島県   |
| 16 | 2003年 | 香川県   |
| 17 | 2004年 | 福井県   |
| 18 | 2005年 | 岩手県   |
| 19 | 2006年 | 鳥取県   |
| 20 | 2007年 | 青森県   |
| 21 | 2008年 | 滋賀県   |
| 22 | 2009年 | 宮崎県   |
| 23 | 2010年 | 富山県   |
| 24 | 2011年 | 栃木県   |

## 開催種目
開催種目は都道府県代表参加種目とフリー参加種目がある。第24回大会では18の都道府県代表参加種目と10のフリー参加種目の計28種目が開催された。

### 都道府県代表参加種目
各都道府県の代表選手が参加する種目。第24回大会では以下の18種目が開催された。
- 壮年サッカー
- 壮年ボウリング
- ソフトバレーボール
- 年齢別テニス
- 年齢別バドミントン
- マスターズ陸上競技
- トランポリン
- 年齢別ソフトテニス
- インディアカ
- ラージボール卓球
- フォークダンス
- バウンドテニス
- 男女混合綱引
- グラウンド・ゴルフ
- 女子ソフトボール
- ゲートボール
- ターゲット・バードゴルフ
- エアロビック

### フリー参加種目
参加条件を満たせば誰もが参加できる種目。第24回大会では以下の10種目が開催された。
- ウォークラリー
- ドッジボール
- フライングディスク
- キンボール
- ティーボール
- 太極拳
- スポーツチャンバラ
- ユニカール
- ペタンク
- 3B体操